# 中性子回折法
中性子回折法（ちゅうせいしかいせつほう, Neutron diffraction; ND）とは、結晶による中性子線の回折現象を利用して、物質の結晶構造や磁気構造の解析を行う手法である。

## 原理
中性子は、ほぼすべての原子の原子核に含まれる粒子であるが、それらは原子核中で束縛されている。中性子回折法に必要な自由中性子は、寿命が短いため通常は自然界に存在せず、核分裂反応からのみ得ることができる。中性子を含むすべての量子的粒子は波の性質を示し（物質波）、その現象のひとつとして回折が知られている。そこで、核分裂によって得られた中性子線のエネルギーを適切に選別し、その波長を結晶の原子核間距離と同程度とすることで、原子核が回折の障害物としてはたらき、結晶構造解析に用いることができる。
物質に入射した中性子線は、X線と同様にブラッグの回折条件
2・d・sin(θ)＝n・λ
（d：格子定数、θ：中性子線入射角、n：整数、λ：中性子波長)
を満たして回折する。低エネルギーのX線の有効侵入深さが数μm程度から1mm未満であるのに対して、試料にも依存するが中性子回折に用いられる熱中性子の有効侵入深さは、一般に数mmから数十mmと大きくなる場合が多く、物質内部の結晶配列や磁気構造の情報を取得可能である。特にX線回折は電子が少ない分子では有効でないが中性子回折は低分子量の分子でも解析が可能である。主に電子雲と相互作用するX線の回折においては、原子番号が大きくなるほど回折強度への寄与も大きくなるが、中性子は原子核と相互作用するため、回折強度は同位体間でも異なる。このことから、中性子回折法では例えばH(水素)とD（重水素）を区別することもできる。またバナジウムのような元素はX線を強く散乱する物質であるが、核はほとんど中性子を散乱しない。それゆえ、よく容器物質として使われる。 
X線との最も大きな違いは、小さな原子核によって散乱が起こるということである。つまり、電子雲の形を表す散乱因子が必要なく、X線のように散乱角の増加に伴って散乱強度が減少しないということである。それゆえ、高角の測定や低温実験でも強い回折パターンを得ることができる。このことから、多くの中性子回折装置には4 K程度までの低温で実験が行える液体ヘリウムやGM冷凍機などの冷却装置が備わっている。このような特徴から、Ｘ線では決定が困難であるような結晶中においても原子の位置を正確に決定できるメリットがある。

## 装置
中性子回折法では、中性子源（原子炉による定常中性子源や核破砕パルス中性子源）、回折計（場合によっては分光器）と試料および検出器が必要である。X線回折に比べて大きな試料が用いられ、主に粉末回折として行なわれる。研究用原子炉から中性子を得る場合は、放出される中性子のうち、実験に必要な波長を持つもののみを取り出すために、モノクロメータ結晶やフィルターによる単色化が必要である。核破砕中性子源の場合は、パルス状の中性子が得られるため、飛行時間法(TOF法)によって入射中性子線のエネルギーを選別できる。このとき、必要な波長以外の中性子を遮断するのに、パルス発生に同期させたチョッパー等が必要である。

## 中性子回折法の歴史
中性子回折の実験を初めて行ったのは、1945年アーネスト・ウォランである（この実験はオークリッジ国立研究所にある黒鉛炉が用いられた）。さらにその後1946年6月、ウォランはクリフォード・シャルと共にこの手法の基本原理を確立し、様々な物質への応用に成功した。彼らは、例えば氷の構造や物質中の磁気モーメントの微細配列といった課題に取り組んだ。シャルはこの功績が讃えられ、1994年カナダのバートラム・ブロックハウスとともにノーベル物理学賞を受賞している（ウォランは1984年に死去していたため受賞できなかった）。

## 用途
中性子回折は、タンパクなど主に軽元素で構成される物質の構造を、シンクロトロンなどの放射光源よりずっと容易に決定することができる。これは軽元素の中には、重い元素よりも中性子的に大きな衝突断面積を持つものも存在するためである。

中性子回折がX線回折よりも優れている点を一つ挙げるなら、X線回折が構造中の水素(H)にあまり感度がないのに対して、中性子は1Hと2H（重水素、D）の両方に強く散乱されることである。すなわち、中性子を用いることで、結晶構造中の水素の位置や熱的な挙動をずっと正確に捉えることができる。さらに水素は中性子に対してbH=-3.7406(11) fmとbD=6.671(4) fmという同位体によって対照的な散乱長を有する。そのため同位体比によっては互いにその寄与を打ち消し合うゼロ散乱(null-scattering)と呼ばれる現象が生じる。この場合、Hの散乱強度は大きな非弾性成分を持つため、散乱角度に無関係な大きなバックグラウンドが生じてしまう。その結果、液体の場合はもちろん、結晶のBragg反射さえもバックグラウンドに埋もれてしまう。

それでも、異なる同位体比の試料を用意することで、散乱のコントラストを変え、周囲の複雑な構造の中で単一の元素を浮かび上がらせることができるというメリットは無視できない。特に水素は同位体比を調整することが比較的容易であり、生体構造の中で重要な役割を果たしていること、他の測定法では分析が難しいことなどから、中性子回折における重要なターゲットとなっている。

## 引用文献
1. 1 2  Sears, V. F. (1992), “Neutron scattering lengths and cross sections”, Neutron News 3:  26–37